# Nova Scotia Route 303
De Nova Scotia Route 303 is een weg in de Canadese provincie Nova Scotia. De weg loopt van Conway via Digby naar de veerhaven Pollys Point, waarvandaan de veerpont naar Saint John in New Brunswick vertrekt. De Route 303 is 11 kilometer lang. 